# Wywłaszczenie (prawo)
Ten artykuł należy dopracować:

przedstawiono sytuację tylko z polskiej perspektywy – artykuł powinien być przekrojowy.
Pomóż go poprawić. Na stronie dyskusji mogą znajdywać się pomocne komentarze.

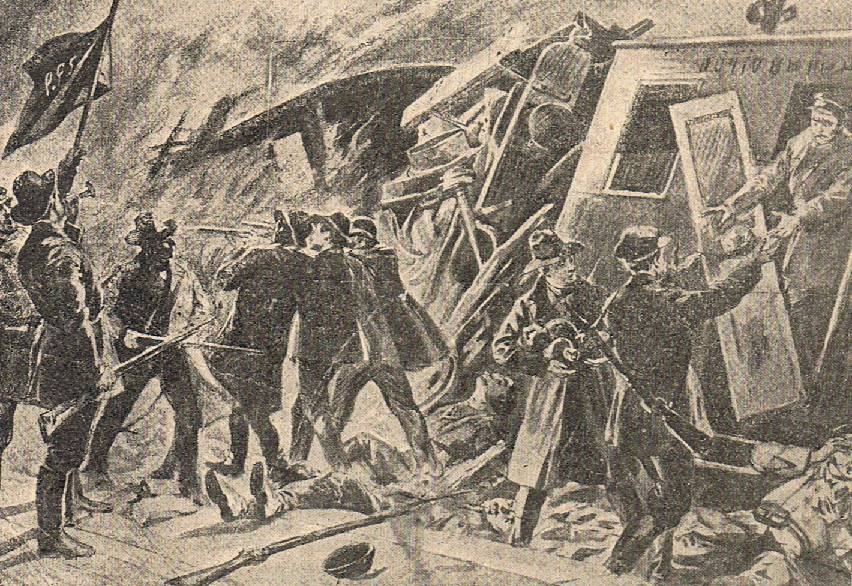
Akcja pod Rogowem, 8 listopada 1906

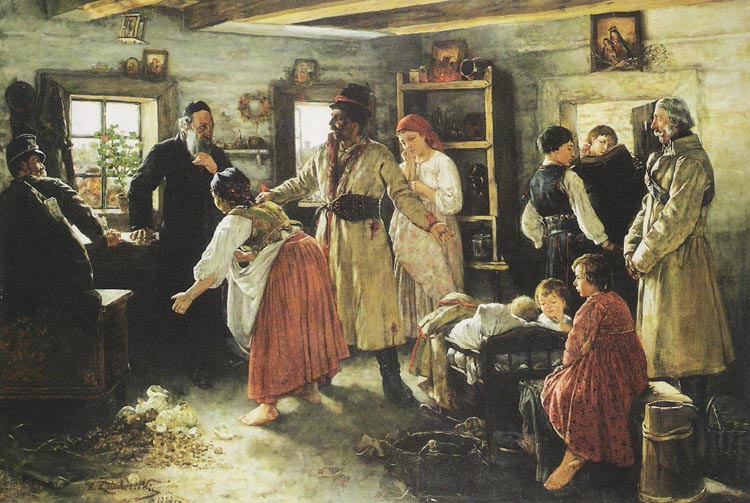
Wywłaszczenie, Kasper Żelechowski (1888)

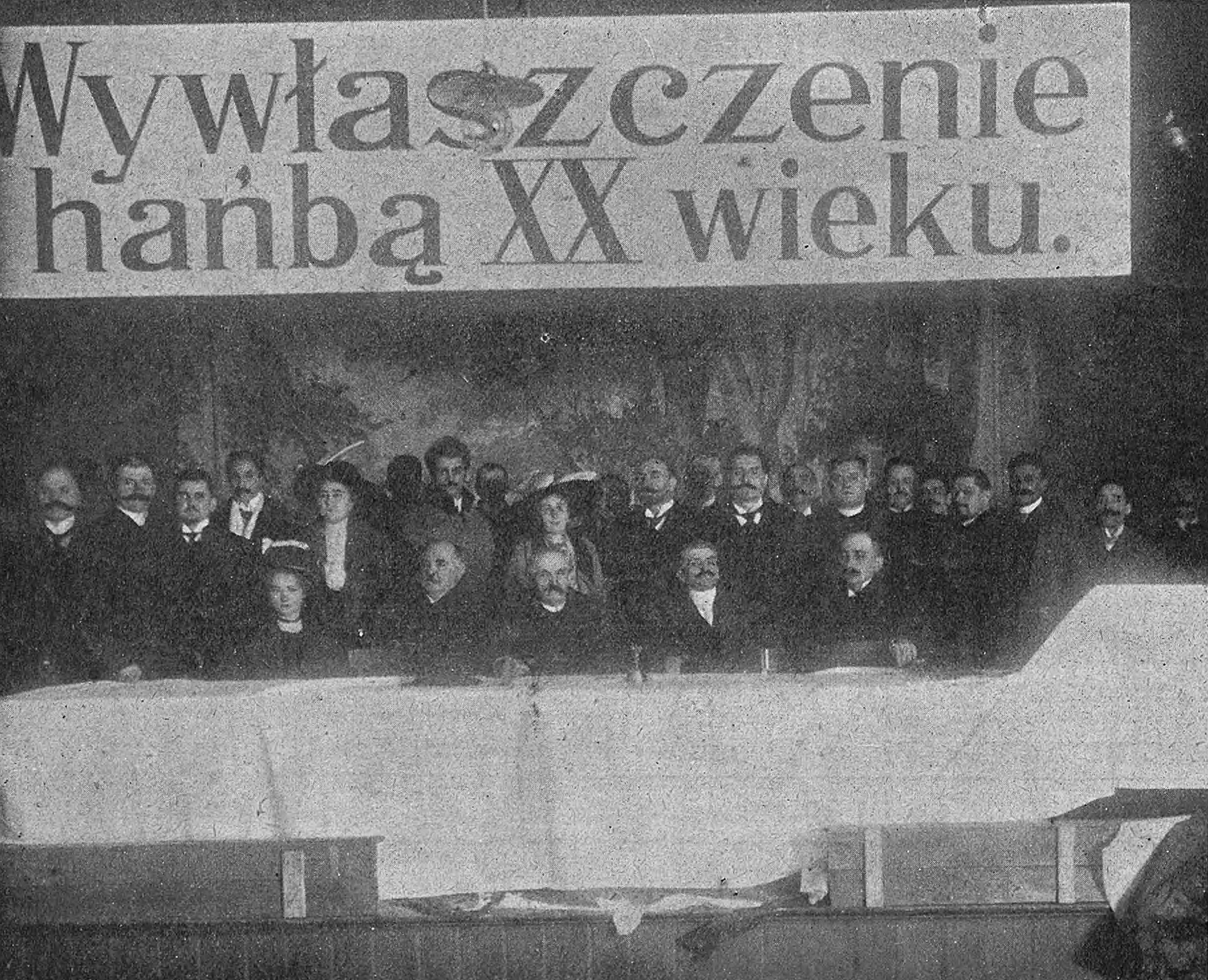
Wiec w Gnieźnie w 1912

Wywłaszczenie (także ekspropriacja z łac. expropriatio; expropiare – wywłaszać, propius – własny) – przymusowe pozbawienie własności nieruchomości, pozbawienie lub ograniczenie prawa rzeczowego przysługującego wobec nieruchomości określonej osoby na mocy indywidualnego aktu prawnego i wyłącznie na cele publiczne. Wywłaszczenie nieruchomości może być dokonane, gdy nie można jej nabyć w drodze umowy cywilnoprawnej. Stanowi najdalej idącą ingerencję w prawo rzeczowe, na którą składają się trzy podstawowe elementy:
- odebranie prawa podmiotowego na cel publiczny[2];
- działanie z mocy przymusu państwowego:
  - na drodze aktu indywidualnego (tworząca nowy stan prawny decyzja administracyjna);
  - na drodze aktu ogólnego (ustawa, rozporządzenie z mocą ustawy, rozporządzenie wykonawcze);
- przejęcie własności za odszkodowaniem.

W efekcie prawo rzeczowe do nieruchomości zostaje przeniesione na rzecz jednostek samorządu terytorialnego lub Skarbu Państwa.
Brak wykorzystania wywłaszczonej nieruchomości na cel publiczny leżący u podstaw wywłaszczenia skutkuje obowiązkiem jej zwrotu.

## Prawo polskie

### Klasyfikacja
Wywłaszczenie może być stałe lub czasowe.
- wywłaszczenie stałe – jest pozbawieniem lub ograniczeniem praw rzeczowych wywłaszczonego, przysługujących do nieruchomości, na podstawie decyzji administracyjnej – aktu władztwa publicznego o charakterze przymusu publicznego, gdzie brak zgody wywłaszczonego jest bez znaczenia.
- wywłaszczenie czasowe:
  - na podstawie art. 124 ustawy o gospodarce nieruchomościami jest zezwoleniem w drodze decyzji na zajęcie nieruchomości, polegającym na czasowym ograniczeniu wykonywania prawa własności lub prawa użytkowania wieczystego nieruchomości, na której istnieje potrzeba wybudowania urządzeń infrastruktury technicznej o charakterze publicznym. Podstawą jest objęcie jej miejscowym planem zagospodarowania przestrzennego lub decyzją o ustaleniu lokalizacji inwestycji celu publicznego[4],
  - na podstawie art. 126 ustawy o gospodarce nieruchomościami – jest udzielonym w drodze decyzji starosty zezwoleniem na czasowe zajęcie nieruchomości w przypadku siły wyższej lub nagłej potrzeby zapobieżenia powstaniu znacznej szkody, na okres nie dłuższy niż 6 miesięcy. Decyzja ta może być wydana wobec każdej nieruchomości, bez względu na jej przeznaczenie, wykorzystanie i położenie, przy czym nieruchomość nie musi być inwestycją celu publicznego[5].

### Cele publiczne
Wywłaszczeniu podlega zarówno prawo własności nieruchomości (gruntowej, budynkowej, lokalowej), jak i prawo użytkowania wieczystego oraz pozostałych ograniczonych praw rzeczowych.
Wywłaszczenie nieruchomości może zostać dokonane tylko na ściśle określone cele, które zostały szczegółowo wskazane w ustawie o gospodarce nieruchomościami oraz w kilku innych ustawach (np. ustawa o szczególnych zasadach przygotowywania i realizacji inwestycji w zakresie dróg publicznych, ustawa prawo lotnicze, ustawa prawo budowlane z 1994 roku w odniesieniu do budynków wzniesionych przed 1 stycznia 1995 roku, ustawa prawo geodezyjne i kartograficzne, ustawa z dnia 29 czerwca 2011 roku o przygotowaniu i realizacji inwestycji w zakresie obiektów energetyki jądrowej oraz inwestycji towarzyszących, ustawa z dnia 7 maja 2010 roku o wspieraniu rozwoju usług i sieci telekomunikacyjnych, ustawa o ochronie przyrody). W Polsce wywłaszcza się tylko dla wykorzystania rzeczy na określony cel publiczny, jak np.:
- budowa dróg i autostrad, także wydzielanie gruntów i budowa dróg rowerowych[6];
- budowa szkół publicznych i państwowych szkół wyższych;
- przeznaczenie pod zalanie sztucznego zbiornika wodnego;
- budowa i utrzymywanie pomieszczeń dla urzędów organów władzy, administracji, sądów i prokuratur;
- budowa obiektów ochrony zdrowia, przedszkoli, domów opieki społecznej, placówek opiekuńczo-wychowawczych, obiektów sportowych, państwowych lub samorządowych instytucji kultury;
- ustanawianie i ochrona miejsc pamięci narodowej;
- ochrona zagrożonych wyginięciem gatunków roślin i zwierząt lub siedlisk przyrody[7].

### Prawa i obowiązki związane z wywłaszczeniem
Jeżeli organ administracji publicznej, na rzecz którego nastąpiło wywłaszczenie, tzn. Skarb Państwa lub jednostka samorządu terytorialnego, planuje wykorzystać wywłaszczoną nieruchomość na cel inny niż wskazany w decyzji o wywłaszczeniu, ciąży na nim obowiązek poinformowania o tych planach poprzedniego właściciela nieruchomości, użytkownika wieczystego lub osobę, której przysługiwało inne ograniczone prawo rzeczowe.
Podmioty te mają prawo wystąpić o zwrot wywłaszczonej nieruchomości, ograniczonego prawa rzeczowego. Z wnioskiem występuje się do właściwego miejscowo starosty, a postępowanie toczy się na koszt Skarbu Państwa. Wnioskujący o zwrot nie ponosi więc żadnych kosztów, gdyż całość materiału dowodowego ma obowiązek zgromadzić organ administracji. Zwrot nieruchomości wiąże się jednak z obowiązkiem zwrotu zwaloryzowanego odszkodowania lub otrzymanej nieruchomości zamiennej. Jednakże przepisy o obowiązku zwrotu nieruchomości zamiennej zostały zaskarżone jako niezgodne z Konstytucją do Trybunału Konstytucyjnego.

### Wywłaszczenie a nacjonalizacja i konfiskata
Choć podobne i często mylone z nacjonalizacją i konfiskatą, wywłaszczenie istotnie się od nich różni pod względem mechanizmu prawnego:
1. dotyczy rzeczy (nieruchomości) indywidualnie oznaczonej (np. działka przy ul. X nr 15), a nie określonej rodzajowo (np. „wszystkie działki położone na Starym Mieście, a należące do blondynów”),
2. łączy się z odszkodowaniem, w gotówce lub poprzez przyznanie nieruchomości zamiennej,
3. następuje na podstawie orzeczenia organu administracji, a nie aktu normatywnego o generalnej treści.

Wywłaszczenie może również przybrać postać ograniczenia prawa do nieruchomości – np. na potrzeby wykonania tzw. urządzeń liniowych (sieci energetycznych, wodociągowych itp.). Wówczas może nastąpić na rzecz podmiotu niepublicznego – np. spółki dystrybuującej energię elektryczną. Ta forma wywłaszczenia daje pierwszeństwo przywróceniu nieruchomości do stanu poprzedniego, a dopiero wówczas, gdy jest to niemożliwe lub nadmiernie utrudnione, bądź ekonomicznie nieuzasadnione – następuje wypłata odszkodowania.

### Etapy procesu wywłaszczeniowego
Na proces wywłaszczeniowy składają się:
- rokowania – poprzedzają wydanie decyzji o wywłaszczeniu i służą ustaleniu przez strony, czy istnieje możliwość porozumienia co do warunków wywłaszczenia i odszkodowania. Przedmiotem rokowań o zawarcie umowy może być każda nieruchomość, nie tylko przeznaczona na cele publiczne. Dopiero niepowodzenie rokowań i niemożność zrealizowania celu publicznego w ten sposób powoduje uruchomienie procedury administracyjnej wywłaszczenia.
- postępowanie wywłaszczeniowe – wszczęte z urzędu (gdy nieruchomość ma być wywłaszczona na rzecz Skarbu Państwa) bądź na wniosek (gdy nieruchomość ma być wywłaszczona na rzecz odpowiedniej jednostki samorządu terytorialnego). W drugim przypadku wniosek składa organ wykonawczy jednostki samorządu terytorialnego:
  - wójt, burmistrz lub prezydent miasta działający w imieniu gminy;
  - zarząd powiatu działający w imieniu powiatu;
  - zarząd województwa działający w imieniu samorządu województwa.
- rozprawa administracyjna – prowadzona przez starostę, jest obowiązkowym elementem postępowania wywłaszczeniowego i czynnością administracyjną z zakresu postępowania dowodowego organu prowadzącego postępowanie wywłaszczeniowe. W ramach rozprawy mogą być przeprowadzone także oględziny nieruchomości lub jej części objętej wnioskiem o wywłaszczenie.
- wydanie decyzji o wywłaszczeniu – stanowi zakończenie postępowania wywłaszczeniowego. Decyzja o wywłaszczeniu nieruchomości jest aktem władztwa publicznego o skutkach prawnorzeczowych i stanowi publicznoprawny akt ingerencji w stosunki cywilnoprawne w postaci podmiotowej zmiany praw rzeczowych przysługujących do nieruchomości lub w postaci wygaszenia tych praw[8].

### Odszkodowanie za wywłaszczenie
Wywłaszczenie możliwe jest tylko za słusznym odszkodowaniem odpowiadającym wartości wywłaszczonej nieruchomości lub wartości odebranego prawa. Odpowiedzialność odszkodowawcza jest rodzajem majątkowej odpowiedzialności cywilnej, która powstaje z mocy samego prawa z chwilą wyrządzenia szkody, tj. odjęcia lub ograniczenia praw do nieruchomości, przy czym nie odnosi się to do szkód, jakie ewentualnie dopiero poniosą dotychczasowi właściciele, typu utrata dochodów z nieruchomości oraz spodziewanych zysków.
Zgodnie z art. 128 ustawy o gospodarce nieruchomościami nie ma możliwości pozbawienia kogokolwiek jego własności bez wyrównania mu tej straty odpowiednim odszkodowaniem. Dlatego jeżeli podmiot został wskutek wydania decyzji wywłaszczeniowej pozbawiony prawa rzeczowego do nieruchomości bądź zostało mu ono ograniczone, wywłaszczonemu przysługuje odpowiednie odszkodowanie, które co do zasady powinno być wypłacane jednorazowo w formie pieniężnej lub też – za zgodą podmiotu wywłaszczanego – poprzez przyznanie nieruchomości zamiennej.

### Wysokość odszkodowania
Odszkodowanie za wywłaszczenie odnosi się do wartości odejmowanych praw i ustala się je według wysokości powstałej szkody, chyba że zmniejszeniu ulegnie także wartość nieruchomości. Wysokość odszkodowania ustala starosta w decyzji o wywłaszczeniu nieruchomości według jej stanu, przeznaczenia i wartości na dzień wydania decyzji. Kwota szacowana jest na podstawie wyceny nieruchomości dokonanej przez rzeczoznawcę majątkowego z uwzględnieniem:
- rodzaju nieruchomości;
- jej stanu;
- położenia;
- sposobu użytkowania;
- przeznaczenia;
- stopnia wyposażenia w urządzenia infrastruktury technicznej;
- aktualnych cen na rynku nieruchomości.

### Zaliczka na poczet odszkodowania
W art. 132 ust. 1b ustawy o gospodarce nieruchomościami przewidziano możliwość wypłacenia zaliczki na poczet odszkodowania. Zaliczka taka wypłacana jest:
- na wniosek osoby uprawnionej do otrzymania odszkodowania;
- jednorazowo;
- w wysokości 70% ustalonej kwoty odszkodowania, określonej w decyzji o wywłaszczeniu nieruchomości;
- w terminie 30 dni od daty złożenia wniosku w tej sprawie.

Jeżeli nieruchomość została zajęta w trybie natychmiastowym (dzieje się to na podstawie odrębnej decyzji), również możliwe jest wypłacenie tzw. bezpiecznej zaliczki na odszkodowanie za niezwłocznie wywłaszczane nieruchomości. Zaliczka wypłacana jest właścicielowi nieruchomości (dotyczy to też użytkowania wieczystego). Z kolei w sytuacji, gdy w wyniku podziału nieruchomości i wywłaszczenia tylko jej części, pozostałości nie mogą być wykorzystywane w dotychczasowy sposób, właściciel ma prawo zgłosić żądanie o ich wykup przez Skarb Państwa lub jednostkę samorządu terytorialnego.